# ترافيس سيمبسون
ترافيس سيمبسون (بالإنجليزية: Travis Simpson)‏ هو لاعب كرة قدم أمريكية أمريكي، ولد في 19 نوفمبر 1963.